# Oncidium adamantinum
Oncidium adamantinum là một loài thực vật có hoa trong họ Lan. Loài này được Marçal & Cath. mô tả khoa học đầu tiên năm 2006.